# 부산지방항공청
부산지방항공청(釜山地方航空廳, Busan Regional Office of Aviation, 약칭: BROA)는 대한민국 국토교통부의 소속기관이다. 1991년 11월 11일 발족하였으며, 부산광역시 강서구 공항진입로42번길 54에 위치하고 있다. 청장은 고위공무원단 나등급에 속하는 일반직공무원으로 보한다.

## 직무
- 공항운영에 관한 조정·통제업무
- 항공기 관제 및 공역관리
- 항공정보 제공 및 항공통신업무
- 항공기 안전운항 및 안전성 확인
- 공항건설 및 항행안전시설의 설치
- 관할 공역 내 항공교통업무 안전관리시스템(SMS)의 수립·시행
- 사설공항 설치 허가 및 항공기소음대책의 수립
- 공항보안관리
- 공항재산관리
- 한국공항공사 및 인천국제공항공사의 공항 관리·운영
- 공항시설 및 주변지역의 민간투자사업 사업시행자의 지정·시행 및 운영
- 공항시설의 건설·운영 및 관리 등
- 「공항시설법」 제5조에 의한 기술심의위원회의 구성 및 운영
- 인천국제공항 건설사업의 사업시행자 지정
- 인천국제공항 건설사업에 대한 실시계획의 협의·승인, 준공확인 및 보고·검사 등
- 인천국제공항 건설사업에 대한 용지보상 및 어업권 피해보상
- 공항 및 배후지의 자유무역지역 건설 및 운영 등

## 연혁
- 1961년 10월 2일: 교통부 소속으로 부산지방항공관리국 설치. 소속기관으로 부산·광주·제주·대구비행장, 부산·광주·제주·대구항공통신소를 둠.
- 1963년 9월 20일: 부산공항을 부산국제공항으로 개편.
- 1963년 12월 17일: 부산지방항공관리국을 폐지하고 소속기관을 서울지방항공관리국으로 이전.
- 1966년 9월 8일: 부산지방항공관리국을 설치. 서울지방항공관리국으로부터 부산국제공항, 광주·대구·제주비행장, 부산국제항공통신소, 부산항공관제소를 이관받음. 소속기관으로 부산항공보안시설보수소를 설치.
- 1968년 4월 26일: 제주공항을 제주국제공항으로 개편.
- 1969년 12월 2일: 전주공항을 설치.
- 1970년 2월 13일: 전주·목포·포항·사천·진해비행장 설치.
- 1970년 10월 23일: 울산비행장 설치.
- 1971년 10월 11일: 군산비행장 설치.
- 1972년 7월 5일: 여수비행장 설치.
- 1974년 5월 16일: 전주·목포·울산비행장 폐지.
- 1976년 10월 4일: 부산국제공항을 김해국제공항으로 개편.
- 1977년 6월 13일: 포항·군산비행장, 부산항공보안시설보수소 폐지.
- 1979년 9월 6일: 진해비행장 폐지.
- 1983년 10월 7일: 김해국제공항의 관리·운영 업무를 국제공항관리공단에 이관.
- 1984년 7월 5일: 울산비행장 설치.
- 1985년 9월 1일: 제주국제공항의 관리·운영 업무를 국제공항관리공단에 이관하고, 제주항공관리사무소를 설치.
- 1987년 1월 1일: 포항비행장 설치.
- 1987년 12월 5일: 부산·포항·제주항공무선표식소를 설치. 항공관제소를 관제과로 개편.
- 1990년 2월 6일: 목포·예천비행장 설치.
- 1990년 6월 21일: 비행장 및 항공통신소의 관리 업무를 한국공항관리공단으로 이관.
- 1992년 11월 23일: 예천항공무선표지소 설치.
- 1994년 12월 23일: 건설교통부 소속으로 변경.
- 1995년 10월 19일: 대구항공무선표지소 설치.
- 1999년 1월 1일: 항공무선표지소를 폐지.
- 1999년 5월 24일: 여수·울산·목포·대구·예천·포항·광주·사천공항출장소 설치.
- 1999년 11월 11일: 부산지방항공청으로 개편.
- 2002년 9월 18일: 항공안전본부 소속으로 변경.
- 2007년 7월 6일: 예천공항출장소를 폐지하고, 무안공항출장소를 설치.
- 2008년 2월 29일: 목포공항출장소 폐지.
- 2009년 5월 6일: 항공안전본부를 폐지하고, 부산지방항공청을 국토해양부 직속기관으로 변경.
- 2011년 5월 4일: 울진공항출장소 설치.
- 2013년 3월 23일: 국토교통부 소속으로 변경.
- 2015년 1월 6일: 제주항공관리사무소를 제주지방항공청으로 승격하여 분리.

## 관할구역
- 부산광역시
- 대구광역시
- 광주광역시
- 울산광역시
- 전라남도[1]
- 경상북도
- 경상남도

## 조직

### 청장
| 관리국 안전운항국 - 항공안전과 - 항공운항과 - 항공검사과 공항시설국 - 공항시설과 - 공항안전과 항공관제국 | - 공항출장소 - 여수공항출장소 - 울산공항출장소 - 대구공항출장소 - 무안공항출장소 - 포항공항출장소 - 광주공항출장소 - 사천공항출장소 - 울진공항출장소 |